# پاتریس مورل
پاتریس مورل (انگلیسی: Patrice Maurel؛ زادهٔ ۱۶ اکتبر ۱۹۷۸) بازیکن فوتبال اهل فرانسه است.
از باشگاه‌هایی که در آن بازی کرده‌است می‌توان به باشگاه فوتبال ایپسویچ تاون و باشگاه فوتبال تولوز اشاره کرد.
وی همچنین در تیم ملی فوتبال زیر ۱۸ سال فرانسه بازی کرده‌است.